# Duncan Gillis
Duncan Gillis (ur. 3 stycznia 1883 w Mabou, zm. 2 maja 1963 w Vancouver) – kanadyjski młociarz i dyskobol z początków XX wieku. Wicemistrz olimpijski ze Sztokholmu w rzucie młotem.
Gillis wystartował podczas IV Letnich Igrzysk Olimpijskich w 1912 roku w dwóch konkurencjach. W konkursie rzutu dyskiem z wynikiem 39,01 metra zajął czternaste miejsce i nie awansował do finału. W konkursie rzutu młotem w trzeciej próbie uzyskał wynik 48,39 metra i zdobył srebrny medal, przegrywając jedynie z Mattem McGrathem ze Stanów Zjednoczonych. W czasie ceremonii otwarcia igrzysk pełnił funkcję chorążego reprezentacji.
Był mistrzem Kanady w rzucie młotem z 1909 i w rzucie dyskiem w 1913.